# Poul Andersen
Poul Alfred Andersen, född 12 juni 1888, död 6 juni 1977, var en dansk statsrättsjurist. 

## Biografi
Andersen avlade jur.kand.-examen 1916 och var anställd i inrikesdepartementet 1917–1928. År 1924 avlade han jur.dr-examen och blev docent i rättsvetenskap samma år. Han var 1928-1958 professor i förvaltningsrätt och statsrätt vid Köpenhamns universitet. 
Andersen invaldes 24 november 1954 som utländsk ledamot av svenska Vetenskapsakademien.

## Utgivna verk i urval
- Dansk Statsborgeerret (1928),[5]
- Hovedpunkter af Forvaltningsretten (1930),[5]
- Næringsretten (1932),[5]
- Dansk Forvaltningsret (1936),[5]
- Offentligtretligt Erstatningsansvar (1938),[5]
- Dansk Statsforfatningsret (1944),[5]

## Utmärkelser
- Dannebrogsmännens hederstecken,  1939[1]
- Hedersdoktor vid Stockholms universitet,  1957[4]
- Kommendör av första graden av Dannebrogorden,  1958[1]
- Förtjänstmedaljen i guld,  1968[1]

[Redigera Wikidata]